# (10583) Kanetugu
(10583) Kanetugu est un astéroïde de la ceinture principale.

## Description
(10583) Kanetugu est un astéroïde de la ceinture principale. Il fut découvert le 21 novembre 1995 à Nanyo par Tomimaru Okuni. Il présente une orbite caractérisée par un demi-grand axe de 3,11 UA, une excentricité de 0,23 et une inclinaison de 14,7° par rapport à l'écliptique.

## Compléments